# Gliese 428
Gliese 428 is een tweevoudige ster met een spectraalklasse van K5.V en K7.V. De ster bevindt zich 39 lichtjaar van de zon.